# لودويغ شفارتز
لودويغ شفارتز (بالألمانية: Ludwig Schwarz)‏ (و. 1940  م) هو كاهن كاثوليكي، وأستاذ جامعي نمساوي، ولد في براتيسلافا.

## مناصب
تولى منصب أسقف كاثوليكي (منذ 25 نوفمبر 2001)
- أسقف عنواني  [لغات أخرى]‏
- مطران  [لغات أخرى]‏
- أسقف مساعد  [لغات أخرى]‏[5]

.

## التعليم
تعلم في جامعة فيينا
.

## جوائز
حصل على جوائز منها:

The Silver Cross of the Roman Catholic Diocese of Žilina ‏